# 730'erne
Århundreder: 7. århundrede – 8. århundrede – 9. århundrede
Årtier: 680'erne 690'erne 700'erne 710'erne 720'erne – 730'erne – 740'erne 750'erne 760'erne 770'erne 780'erne
År: 730 731 732 733 734 735 736 737 738 739